# SN 2008dv
SN 2008dv – supernowa typu Ic odkryta 1 lipca 2008 roku w galaktyce NGC 1343. W momencie odkrycia miała maksymalną jasność 18,20m.